# Rodrigo Patto Sá Motta
Rodrigo Patto Sá Motta é um historiador brasileiro, especialista na área de História do Brasil República e História Política, com ênfase em golpe de 1964, ditadura civil-militar brasileira, anticomunismo, memória, esquerdas políticas e História do tempo presente. Rodrigo Patto Sá Motta foi finalista do Prêmio Jabuti 2015, na categoria Ciências Humanas, com o livro As Universidades e o Regime Militar. O mesmo livro do autor também foi um dos finalistas do Prêmio Rio de Literatura e figurou na lista das melhores obras de não ficção lançadas em 2014 feita pelo jornal O Globo, do Rio de Janeiro. Rodrigo Patto Sá Motta também prestou assessoria à Comissão da Verdade em Minas Gerais.

## Trajetória profissional
Rodrigo Patto Sá Motta é formado em História pela Universidade Federal de Minas Gerais e doutor em História Econômica pela Universidade de São Paulo (2000). É Professor Titular da Universidade Federal de Minas Gerais e também pesquisador de produtividade do Conselho Nacional de Desenvolvimento Científico e Tecnológico.
Durante sua trajetória profissional também foi professor visitante e professor-pesquisador em várias instituições internacionais, como a Universidade de Maryland, Universidad de Santiago, Universidad Nacional de Colombia e na Universidade de Paris III. Entre 2013 e 2015 foi presidente da Associação Nacional de História (ANPUH). Durante o seu mandato defendeu o Projeto de Lei 4699/12, que regulamenta a profissão de historiador. Como integrante da Comissão da Verdade em Minas Gerais atuou como assessor, e também no acesso a documentações relacionadas aos movimentos estudantis do período, até 2018.

## Obra
Rodrigo Patto Sá Motta vem desenvolvendo trabalhos inseridos no campo da nova história política do Brasil, em especial ao problematizar as diferentes representações da ditadura civil-militar brasileira em fontes da imprensa, a estruturação dos aparatos repressivos da ditadura civil-militar no país, e a história das universidades nesse mesmo contexto, com ênfase aos sistemas de inteligência e ao desenvolvimento das instituições. Tem desenvolvido também alguns trabalhos na área de Teoria da História e de História do Tempo Presente, pensando metodologicamente a aplicação de alguns conceitos como  "cultura política", anticomunismo, democracia, modernização e repressão. Entre seus trabalhos de cunho teórico é destacável também suas reflexões acerca do papel político-social dos historiadores brasileiros e as relações entre memória e história nas construções de diferentes narrativas sobre o passado próximo.
Em seu livro Em guarda contra o perigo vermelho: o anticomunismo no Brasil, publicado em 2002 pela editora Perspectiva, abordou especialmente o anticomunismo no Brasil, entre os anos de 1917 e 1964, e como ele foi decisivo para a ditadura do Estado Novo. Sua abordagem contribuiu diretamente para as análises sobre o papel do anticomunismo no unificação dos setores de oposição ao governo de João Goulart. Suas análises foram apresentadas na Bienal do Livro em 2017 e mais recentemente Motta comparou o anticomunismo no Brasil à retórica de ataques ao Partido dos Trabalhadores por Reinaldo Azevedo, Diogo Mainardi, Olavo de Carvalho e Rodrigo Constantino.